# Peppino Gagliardi
Peppino Gagliardi (ur. 25 maja 1940 w Neapolu, zm. 9 sierpnia 2023 tamże) – włoski piosenkarz i kompozytor.

## Życiorys

### Początki
Już jako dziecko grał na akordeonie. Uczęszczając do konserwatorium opanował grę na fortepianie. Pod koniec lat 50. założył zespół, który firmował własnym nazwiskiem – Gagliardi. Zespół ten występował w Neapolu i okolicach zdobywając wkrótce lokalną sławę. W tym też czasie Peppino Gagliardi zaczął komponować pierwsze piosenki; teksty do nich (niektóre w dialekcie neapolitańskim) pisał jego przyjaciel, Gaetano Amendola. Okazało się, że będzie on później jego stałym współpracownikiem i obaj utworzą duet autorsko-kompozytorski Amendola-Gagliardi.

### Lata 60.
Na początku lat 60. Peppino Gagliardi został odkryty przez neapolitańską wytwórnię Zeus. W 1962 roku nagrał swój pierwszy singiel „A voce 'e mamma”, który jednak przeszedł niezauważony na rynku krajowym.
W 1963 roku odniósł pierwszy znaczący sukces piosenką „T'amo e t'amerò”. Zwrócił na siebie uwagę Waltera Guerlera, który przeniósł go do Jolly, jednej z najważniejszych wówczas wytwórni płytowych. Kolejne lata stały dla Peppina Gagliardiego pod znakiem startu w Festiwalu Piosenki Neapolitańskiej: w 1963 roku z piosenką „Maje”, w 1964 – z piosenkami „Nisciuno 'o ppo' capì” (tekst: Amendola) i „Mparame a vule' bene”, w 1966 – z piosenkami „Scriveme” (tekst: Murolo), „Sole malato” (tekst: Riccardo Pazzaglia, muzyka: Domenico Modugno) i „Sotte Stelle” (Murolo-Gagliardi) oraz w 1969 roku z piosenkami: „Ciento Notte”, „N’angiulillo” i „O’ Scugnizzo” (ta ostatnia zajęła 3. miejsce).
Niemal równolegle Peppino Gagliardi brał udział w Festiwalu w San Remo: w 1965 roku z piosenką „Ti credo” do tekstu Amendoli, wykonaną w parze z Timi Yuro, w 1966 – z piosenką „Se tu non fossi qui” do tekstu Carla Alberta Rossiego, wykonaną w parze z Patem Boonem oraz w 1968 z piosenką „Che vale per me” do tekstu Carla Alberta Rossiego, wykonaną w parze z Earthą Kitt.
Pierwszy znaczący, ogólnokrajowy sukces Peppino Gagliardi odniósł w 1968 piosenką „Che vuole questa musica stasera”.

### Lata 70.
Największe sukcesy artysty przyszły jednak na początku lat 70. – seria przebojów: „Gocce di mare”, „Ti amo così” i „Sempre sempre” (wszystkie z 1971).
Dwukrotnie zajął 2. miejsce na Festiwalu w San Remo: w 1972 roku z piosenką „Come le viole” i rok później piosenką „Come un ragazzino”.

### Okres późniejszy
Następne lata to stopniowy spadek popularności Peppina Gagliardiego, który w latach 80. zaczął stopniowo wycofywać się z życia muzycznego, jednak w 1993 roku przypomniał o sobie, powracając na Festiwal w San Remo piosenką „L'alba”.

## Dyskografia

### Albumy
Wykaz na podstawie Discogs:
- 1965 – Peppino Gagliardi
- 1971 – Un anno...tante storie d'amore
- 1972 – I sogni miei non hanno età
- 1972 – Peppino Gagliardi
- 1973 – T'amo e t'amerò
- 1974 – Quanno figlieto chiagne e vo' cantà, cerca 'int'a sacca...e dalle 'a libbertà!
- 1974 – Sempre... sempre...
- 1974 – Vagabondo della verità
- 1978 – Peppino Gagliardi
- 1980 – Amore....Ammore
- rok nieznany – Le mie immagini
- rok nieznany – La musica la gente ed io

### Single i EP-ki
Wykaz na podstawie Discogs:

- 1962 – „'A voce 'e mamma”/„Madison italiano”
- 1962 – „T'amo e t'amerò”/„L'oscurità”
- 1963 – „Ascolta mio Dio”/„Dimmi amor”/„Piango” (EP)
- 1963 – „Piango”/„Ascolta mio Dio”
- 1963 – „'A voce 'e mamma”/„T'amo e t'amerò”
- 1963 – „Quanno vuo' tu”/„A canzone 'e Napule”
- 1963 – „Un gesto de dolor”/„Escucha Dios mio” (wydanie hiszpańskie)
- 1964 – „Frutto di mare”/„Verrò a chiederti perdono”
- 1964 – „Ascolta mio Dio”/„Tornerai da me”
- 1964 – „'A voce 'e mamma”/„Quanno vuo' tu”
- 1964 – „Nisciuno 'o ppo' capì”/„Mparame a vulé bene”
- 1965 – „Innamorarmi di te”/„Grazie caldo sole”
- 1965 – „Ti credo”/„Parlami”
- 1965 – „Un atto di dolore”/„Ho il coraggio di amarti”
- 1966 – „Se tu non fossi qui”/„Devi sorridermi”
- 1966 – „Voglio sapere”/„Finalmente”
- 1966 – „Peppino Gagliardi” (EP; wydanie czechosłowackie)
- 1966 – „Sole malato”/„Scriveme” (promo)
- 1967 – „Ricordati di me”/„Ogni sera”
- 1967 – „Che vuole questa musica stasera”/„Se un giorno”
- 1967 – „Ballata per un pistolero”/Se tu”
- 1967/1968 – „Tristezze (Chopin) ”/„Mao Mao”
- 1968 – „Sott'e stelle”/„Dimme ca tuorne 'a mme”
- 1968 – „Che vale per me”/„Oggi”
- 1968 – „T'ho vista piangere”/„Amore mi manchi”
- 1969 – „Il mio amore è”/„Se... dovessi perderti”
- 1969 – „'O scugnizzo”/„Ciento notte”
- 1970 – „Ti amo così”/„Ti voglio”
- 1970 – „Settembre”/„Pensando a cosa sei”
- 1970 – „Che vuole questa musica stasera” (Peppino Gagliardi)/„Morning” (John Davil) (wydanie japońskie)
- 1971 – „Accanto a chi”/„Sabato sera”
- 1971 – „La ballata dell'uomo in più”/„Passerà”
- 1971 – „Sempre...sempre” (Peppino Gagliardi)/„Donna Felicità” (I Nuovi Angeli) (szafa grająca)
- 1971 – „Avevo in mente Elisa” (Gruppo 2001)/„Come le viole” (Peppino Gagliardi) (szafa grająca)
- 1971 – „Sempre...sempre”/„Gocce di mare”
- 1972 – „Come le viole”/„Le mie immagini”
- 1972 – „Che vuole questa musica stasera” (Peppino Gagliardi)/„Anonimo veneziano” (Stelvio Cipriani Orchestra) (wydanie japońskie)
- 1972 – „Signorinella”/„La piazzetta e quell'albero antico”
- 1973 – „Come un ragazzino”/„Ricordando”
- 1973 – „Un amore grande”/„Acqua dal cielo”
- 1973 – „Come un ragazzino” (EP; wydanie portugalskie)
- 1974 – „Сентябрь ”/„Все пройдет”/„История любви” (Wydanie radzieckie)
- 1974 – „Vagabondo della verità”/„Che cos'è”
- 1974 – „La mia poesia”/„Ancora più vicino a te”
- 1976 – „Dalla sera all'alba”/„Non te ne andare via”
- 1977 – „Fantasia” /„Mia Cara”
- 1977 – „Se tu lo vuoi sarà”/„Paola”
- 1980 – „Ma quale idea” (Pino D'Angiò)/„Se fossi in te” (Peppino Gagliardi)
- 1980 – „Se fossi in te”/„Vattene”
- 1993 – „ L'alba” (CD, singiel, promo)
- rok nieznany – „Mezzojuorno”/„Nu poco 'e sole”
- rok nieznany – „Scriveme”/„Sole malato”
- rok nieznany – „Questa sera non ho pianto”/„Devo parlarti”
- rok nieznany – „I ragazzi del chiaro di luna”/„Chi l'ha detto che il mondo sta invecchiando”